# John E. Henderson

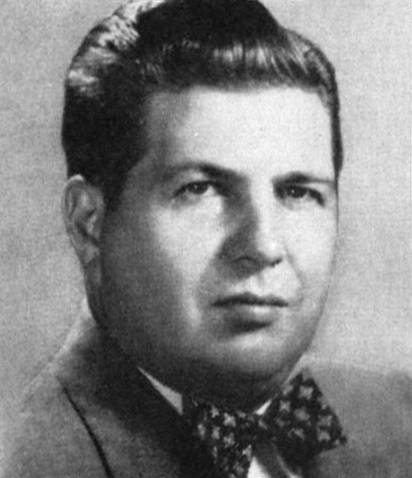
John E. Henderson

John Earl Henderson (* 4. Januar 1917 in Crafton, Allegheny County, Pennsylvania; † 3. Dezember 1994 in Cambridge, Ohio) war ein US-amerikanischer Politiker. Zwischen 1955 und 1961 vertrat er den Bundesstaat Ohio im US-Repräsentantenhaus.

## Werdegang
Im Jahr 1920 kam John Henderson mit seiner Familie nach Cambridge in Ohio. Drei Jahre später zogen sie in der Nähe dieser Stadt auf eine Milchfarm. Er besuchte die dortigen öffentlichen Schulen einschließlich der High School in Cambridge. Im Jahr 1939 absolvierte er die Ohio Wesleyan University in Delaware. Nach einem anschließenden Jurastudium an der University of Michigan in Ann Arbor und seiner 1942 erfolgten Zulassung als Rechtsanwalt begann er ab 1946 in Cambridge in diesem Beruf zu arbeiten. Dazwischen diente er während des Zweiten Weltkrieges in der US Army, in der er bis zum Hauptmann der Infanterie aufstieg. Er war auf dem europäischen Kriegsschauplatz eingesetzt und war nach dem Waffenstillstand der militärhistorischen Abteilung zugeteilt. Nach seiner Militärzeit schlug er neben seiner Anwaltstätigkeit als Mitglied der Republikanischen Partei eine politische Laufbahn ein. Zwischen 1951 und 1954 saß er als Abgeordneter im Repräsentantenhaus von Ohio.
Bei den Kongresswahlen des Jahres 1954 wurde Henderson im 15. Wahlbezirk von Ohio in das US-Repräsentantenhaus in Washington, D.C. gewählt, wo er am 3. Januar 1955 die Nachfolge des Demokraten Robert T. Secrest antrat. Nach zwei Wiederwahlen konnte er bis zum 3. Januar 1961 drei Legislaturperioden im Kongress absolvieren. Diese Zeit war von den Ereignissen des Kalten Krieges und der Bürgerrechtsbewegung bestimmt.
Im Jahr 1960 verzichtete Henderson auf eine weitere Kandidatur. Nach dem Ende seiner Zeit im US-Repräsentantenhaus praktizierte er zunächst wieder als Anwalt. Zwischen 1980 und 1986 war er Berufungsrichter im Guernsey County. John Henderson starb am 3. Dezember 1994 in Cambridge, wo er auch beigesetzt wurde.